# Wsiewołod Awdujewski
Wsiewołod Awdujewski (ros. Всеволод Сергеевич Авдуевский, ur. 28 lipca 1920, zm. 14 kwietnia 2003 w Moskwie) – radziecki naukowiec, akademik, specjalista w dziedzinie aeromechaniki dużych prędkości i technologii kosmicznych.
Członek KPZR od 1953.
Ukończył Moskiewski Instytut Lotniczy (1944). Od 1944 r. pracował w Centralnym Instytucie Silników Lotniczych i innych instytutach badawczych, w latach 1973-87 był zastępcą dyrektora Centralnego Instytutu Badawczego Inżynierii Mechanicznej (przemysł rakietowy). W latach 1987-89 zastępca dyrektora Instytutu Inżynierii Mechanicznej Akademii Nauk ZSRR. Od 1955 r. wykładał w Moskiewskim Instytucie Lotniczym, od 1961 r. profesor. Zajmował się aerodynamiką i wymianą ciepła przy dużych prędkościach, dynamiką gazów odrzutowych, hydromechaniką atmosfer planetarnych. Laureat Nagrody Leninowskiej w 1970 .

## Członkostwo w akademiach
- członek korespondent  Rosyjskiej Akademii Nauk od 28 listopada 1972;
- akademik Rosyjskiej Akademii Nauk od 15 marca 1979[1].